# Palco, doppio palco e contropalcotto
Palco, doppio palco e contropalcotto (in seguito  Palco, doppio palco) è un programma televisivo di intrattenimento, composto da sette stagioni in onda su Comedy Central.
È andato in onda a partire dal 7 marzo 2011 tutti i lunedì alle 21 e in replica mercoledì alle 22 e domenica alle 23.
Il programma consiste nella ripresa televisiva di spettacoli teatrali comici dal vivo. Nella prima stagione sono di volta in volta andati in onda gli spettacoli dei comici Fichi d'India, Dario Cassini, Giancarlo Kalabrugovic, Rita Pelusio, Pino e gli Anticorpi, Alessandro Di Carlo, Beppe Braida e Stefano Chiodaroli con Diego Parassole.